# 中空重力式コンクリートダム

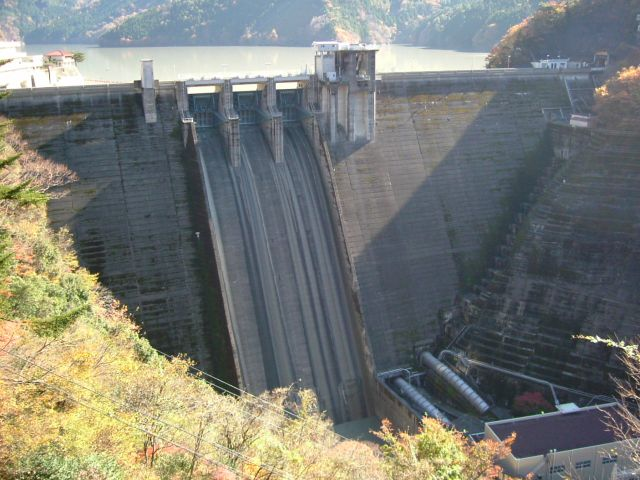
井川ダム（中空重力式コンクリートダム）

中空重力式コンクリートダム（ちゅうくうじゅうりょくしきコンクリートダム、英: hollow gravity dam）は、ダム型式の一種で重力式コンクリートダムの亜型。ホローグラビチーダムとも言う。

## 概要

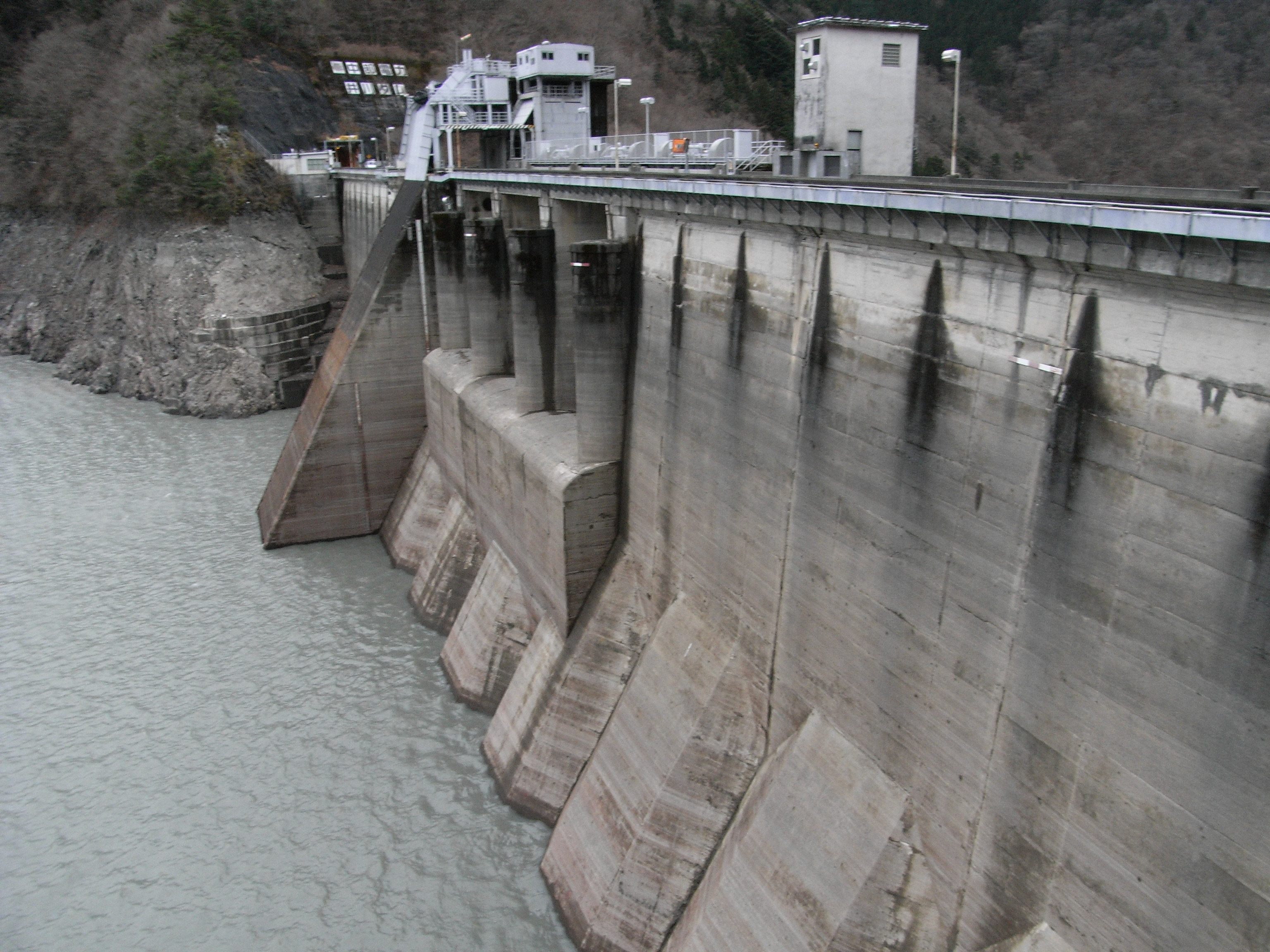
中空重力式コンクリートダムの上流側面（井川ダム）

コンクリートが高価だった、あるいは交通手段の問題から輸送量を減らす必要があるので考案されたダム型式。外観・基本は重力式コンクリートダムであるが、ダム内部に中空部を設けることで同規模の重力式コンクリートよりもコンクリートの使用量を減らした。ダム内部に中空を設けるためにダムの接地面積が広くなるので、普通の重力式コンクリートダムに比べて安定性が増すという利点もある。
海外では主にイタリアを中心に建設されており、日本でも井川ダムを皮切りに1950年代 - 1960年代に掛けて主に建設された。水系・所在地・事業者で大きく偏りがあるのもこの型式の特徴である。水系では大井川水系・最上川水系・木曽川水系・吉野川水系で全体の半数を占め、所在地では静岡県・山形県・岐阜県・高知県に多い。事業者別では特に電力会社における施工実績が多く全体の半数を占めるが、中部電力所有の多さは特筆すべき特徴でもある。だが現在ではコンクリートの価格が安くなっていることと、型枠が複雑化したことによる人件費の増大から、内の倉ダム（新潟県）の完成（1972年・昭和47年）を最後に新規建設は行われなくなり、現存するのは13基となっている。セメントが安価となり、且つより経済的に建設できるダム型式（台形CSGダムなど）が開発されている為、中空重力式が建設される事は将来的にも無いものと考えられる。
現在、「地域に開かれたダム」施策等でダムを積極的に開放しているが、中空重力ダムの場合は堤体内の中空部分を利用する動きがあり、横山ダムや内の倉ダムでは空洞内でコンサートが開かれている。音の反響も良く好評だという。この他のダムに関しても、見学申し込みがあった場合に堤体内の中空を開放しているダムも増えている。
| 内の倉ダム模型 |  | 内の倉ダム模型 |
| 内の倉ダム模型 |  |                |

## 日本の中空重力式コンクリートダム一覧
| 所在地 | 水系名 | 一次 支川名 （本川） | 二次 支川名 | 三次 支川名 | ダム名       | 堤高 (m) | 総貯水 容量 （千m3） | 管理主体   | 備考       |
| ------ | ------ | -------------------- | ----------- | ----------- | ------------ | -------- | -------------------- | ---------- | ---------- |
| 静岡県 | 大井川 | 大井川               | －          | －          | 畑薙第一ダム | 125.0    | 107,400              | 中部電力   | 堤高世界一 |
| 静岡県 | 大井川 | 大井川               | －          | －          | 井川ダム     | 103.6    | 150,000              | 中部電力   |            |
| 新潟県 | 加治川 | 内の倉川             | －          | －          | 内の倉ダム   | 82.5     | 24,800               | 新潟県     | 農林省施工 |
| 岐阜県 | 木曽川 | 揖斐川               | －          | －          | 横山ダム     | 80.8     | 43,500               | 国土交通省 |            |
| 高知県 | 吉野川 | 大森川               | －          | －          | 大森川ダム   | 73.2     | 19,120               | 四国電力   |            |
| 静岡県 | 大井川 | 大井川               | －          | －          | 畑薙第二ダム | 69.0     | 11,400               | 中部電力   |            |
| 岐阜県 | 木曽川 | 飛騨川               | －          | －          | 高根第二ダム | 69.0     | 11,927               | 中部電力   |            |
| 高知県 | 吉野川 | 穴内川               | －          | －          | 穴内川ダム   | 66.6     | 46,240               | 四国電力   |            |
| 山形県 | 最上川 | 須川                 | 馬見ヶ崎川  | －          | 蔵王ダム     | 66.0     | 7,300                | 山形県     |            |
| 岡山県 | 高梁川 | 西川                 | －          | －          | 河本ダム     | 60.0     | 17,350               | 岡山県     |            |
| 宮崎県 | 耳川   | 柳原川               | －          | －          | 諸塚ダム     | 59.0     | 3,484                | 九州電力   |            |
| 北海道 | 石狩川 | 空知川               | －          | －          | 金山ダム     | 57.3     | 150,450              | 国土交通省 |            |
| 山形県 | 最上川 | 置賜野川             | －          | －          | 木地山ダム   | 46.0     | 8,200                | 山形県     |            |